# Комсомольский проезд (Липецк)
Комсомо́льский прое́зд — проезд в Октябрьском округе Липецка. Проходит в Диком от Комсомольской улицы до улицы Фрунзе.
Проезд назван в честь комсомола, как и расположенная рядом Комсомольская улица. Застроен частными домами.

## Дом Алексея Липецкого
В доме № 14 по проезду в 1917—1924 годах жил поэт Алексей Каменский (Липецкий). Здесь же у матери поэта в 1927 году останавливался новеллист И. Э. Бабель. Деревянный 2-этажный дом был расположен недалеко от улицы Неделина. Он был построен в конце XIX века. С 1992 года его статус — .
В 2008 году вокруг здания возвели забор. Здесь компания «Промстрой» планирует построить многоэтажный жилой комплекс. Руководители фирмы заявили, что дом будет снесён. В ноябре 2009 года дом был снесён строителями, при этом статус памятника с него не был снят.

## Обратите внимание
В некоторых источниках неверно именуется переулком.

## Транспорт
авт. 8, 17, 17а, 40, 40а, 302, 308к, 317, 321, 332, 343, ост.: «Магазин „Никольский“».